# 黑弗斯韦勒
黑弗斯韦勒是德国莱茵兰-普法尔茨州的一个市镇。总面积7.20平方公里，总人口500人，其中男性245人，女性255人（2011年12月31日），人口密度69人/平方公里。